# Training mit aufmerksamkeitsgestörten Kindern
Das Training mit aufmerksamkeitsgestörten Kindern ist ein kognitiv-behavioral orientiertes Therapieprogramm zur Behandlung von Symptomen der Aufmerksamkeitsstörung bei Kindern (ca. 6–10 Jahre). Entwickelt wurde das Training von den Psychologen G. W. Lauth und P. F. Schlottke und 1993 erstmals als Buch herausgegeben. Seitdem wurde das Training sechs Mal in überarbeiteter Fassung neu aufgelegt.
Das Therapieprogramm gliedert sich in 2 Teile: das Basistraining (zu 13 Sitzungen, je 60 Minuten) und das Strategietraining (zu 12 Sitzungen, je 60 Minuten). Es wird in Kleingruppen (maximal bis zu 3 Kinder) durchgeführt. Im Mittelpunkt stehen hierbei die Verbesserung wesentlicher funktioneller Einschränkungen – also Basisfertigkeiten für Aufmerksamkeit wie genau hinsehen/beobachten können, sowie spezielle Strategien zur Lenkung der Aufmerksamkeit. Das Basistraining konzentriert sich auf die Verbesserung von Selbstregulationskompetenzen, während das Strategietraining schwerpunktmäßig eine Verbesserung der Verhaltensorganisation anstrebt. 
Um einem integrativen Bedingungsmodell der Aufmerksamkeitsstörung gerecht zu werden, umfasst das Interventionsprogramm ebenso die Zusammenarbeit mit den wichtigsten Bezugspersonen, den Eltern, Erziehern und Lehrern. 
Das Training wurde zur Durchführung von Fachkräften aus dem psychosozialen Bereich konzipiert und am häufigsten von Ergo- oder Psychotherapeuten durchgeführt. Die therapeutischen Techniken beruhen weitestgehend auf verhaltenstherapeutischen Prinzipien: konkrete Übungen, Selbstinstruktion und Hausaufgaben. 
Das Training mit aufmerksamkeitsgestörten Kindern wurde mehrfach evaluiert. In der Mehrzahl der Studien werden mittlere Effektstärken erzielt. Insbesondere, wenn mit einzelnen Kindern gearbeitet wird und Eltern bzw. Lehrer intensiv hinzugezogen werden. Über das Training ändern sich auch neurophysiologische Parameter, die mit Wachheit und punktueller Konzentration verbunden sind. In einer anderen Studie war es nur bei Kindern mit Migrationshintergrund wirksam. Bei Durchführung unter wenig günstigen Feldbedingungen (etwa große Gruppen, Kürzung der Sitzungszeit, eingeschränkter Elternarbeit) - führte es nicht zum Erfolg.